# Nowi Mlyny (Nischyn)
Nowi Mlyny (ukrainisch Нові Млини; russisch Новые Млины Nowyje Mliny) ist ein Dorf im Osten der ukrainischen Oblast Tschernihiw mit etwa 900 Einwohnern (2004).

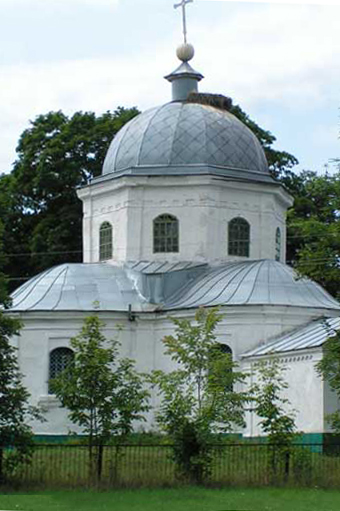
Orthodoxe Kirche im Dorf

Die Ortschaft liegt am Ufer des Seim 33 km nordöstlich vom ehemaligen Rajonzentrum Borsna und etwa 120 km östlich der Oblasthauptstadt Tschernihiw.
Am 11. September 2017 wurde das Dorf ein Teil der neugegründeten Landgemeinde Wyssoke, bis dahin bildete es zusammen mit den Dörfern Kerbutiwka (Кербутівка) und Tscherwona Hirka (Червона Гірка) die gleichnamige Landratsgemeinde Nowi Mlyny (Новомлинівська сільська рада/Nowomlyniwska silska rada) im Nordosten des Rajons Borsna.
Am 17. Juli 2020 kam es im Zuge einer großen Rajonsreform zum Anschluss des Rajonsgebietes an den Rajon Nischyn.

## Persönlichkeiten
Im Dorf kam der ukrainische Physiker, Professor und Akademiemitglied der ukrainischen Akademie der Wissenschaften Oleksij Sytenko (Олексій Григорович Ситенко, 1927–2002) und am 11. September 1881 der hebräischer Schriftsteller, Literaturkritiker und Übersetzer Josef Chaim Brenner († 2. Mai 1921) zur Welt.